# Hello America
Albums de Blue System
Déjà Vu
(1991) Backstreet Dreams
(1993)
Singles
Hello America est le 7e album du groupe Blue System sorti le 23 mars 1992.

## Titres
1. Romeo & Juliet - 3:52
2. Crossing The River - 4:03
3. I Will Survive - 3:40
4. I Like Your Sexy Body - 3:28
5. Satellite To Satellite - 3:43
6. Hello America - 3:58
7. Vampire - 3:37
8. Wonderful World - 3:44
9. Heartache No. 9 - 3:27
10. Unfinished Rhapsodie - 3:22
11. Final - 4:03